# Evolvulus thymiflorus
Evolvulus thymiflorus är en vindeväxtart som beskrevs av Jacques Denys Denis Choisy. Evolvulus thymiflorus ingår i släktet Evolvulus och familjen vindeväxter. Inga underarter finns listade i Catalogue of Life.